# Allerheiligenbild

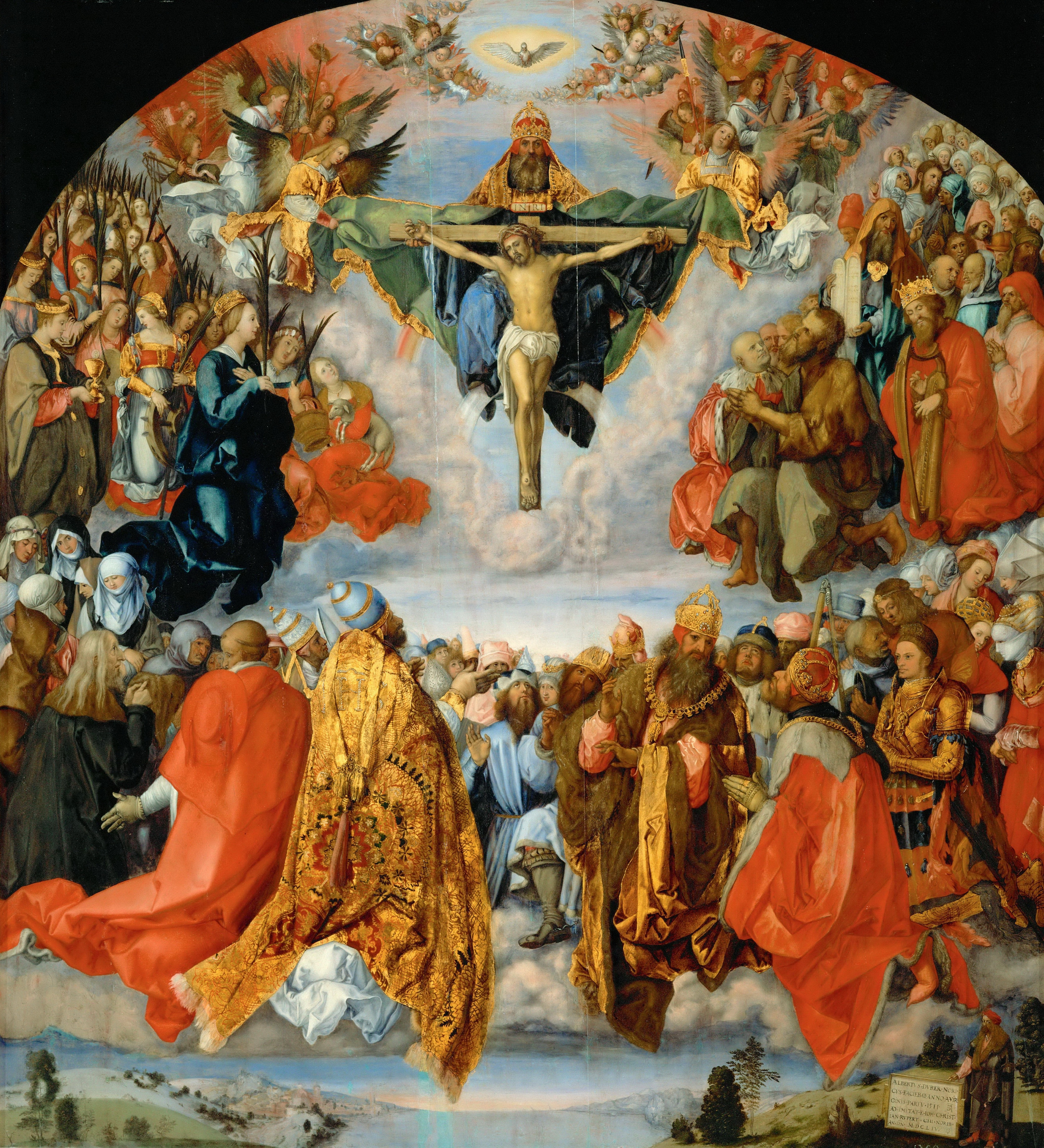
Das Allerheiligenbild von Dürer, Kunsthistorisches Museum Wien

Ein Allerheiligenbild ist ein Gemälde der christlichen Kunst, auf dem Vertreter der Menschheit die Dreieinigkeit oder das Lamm Gottes als Symbol für Christus anbeten. Bekannte Beispiele für Allerheiligenbilder sind das Allerheiligenbild von Albrecht Dürer von 1511 („Landauer Altar“, ausgestellt im Kunsthistorischen Museum in Wien) und die Anbetung des Lamms im Genter Altar des Jan van Eyck.